# Shahnaz Pahlavi

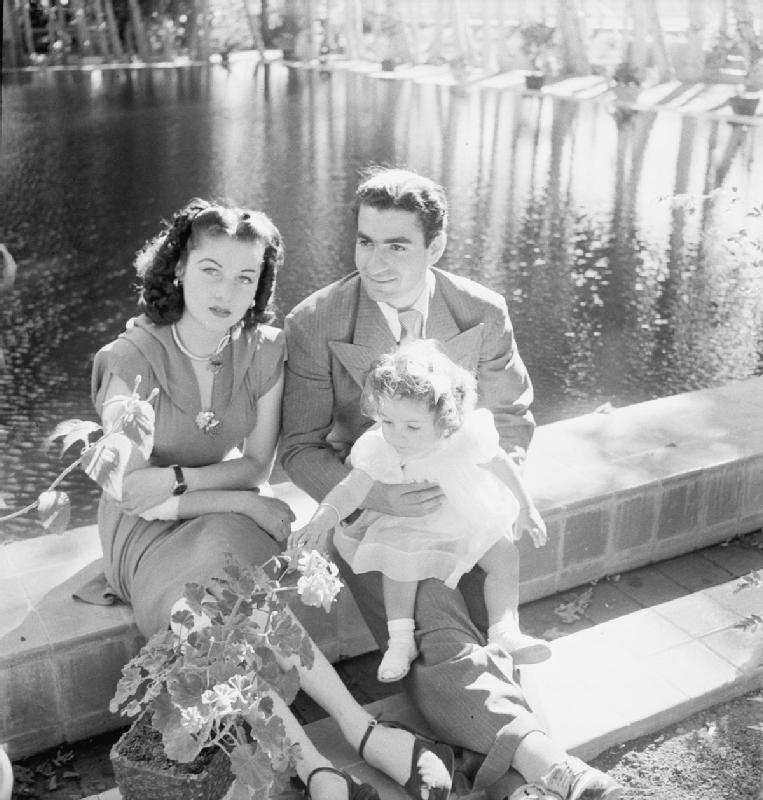
La petite princesse photographiée avec ses parents à Téhéran par Cecil Beaton.

Shahnaz Pahlavi (en persan : شهناز پهلوی, Shahnâz Pahlavi ou Šahnāz Pahlevi), née le 27 octobre 1940 à Téhéran, est une princesse iranienne de la maison Pahlavi. Elle est la fille aînée et le premier enfant de Mohammad Reza Pahlavi, dernier chah d'Iran, et de sa première épouse Fawzia d'Égypte.

## Biographie

### Ascendance
Elle est issue de deux anciennes familles régnantes : les dynasties de Méhémet Ali en Égypte et Pahlavi en Iran. Petite-fille du roi Fouad Ier et nièce du roi Farouk Ier, elle est également descendante de Reza Chah et demi-sœur du prince Reza Pahlavi, prétendant au trône d'Iran et opposant politique de la République islamique.  
Par sa mère, elle descend encore de Soliman Pacha (Süleyman Paşa ou Soliman Al Fransawi Pasha), d'origine française.
Son nom, Shahnaz, signifie "la fierté du Shah".

### Jeunesse

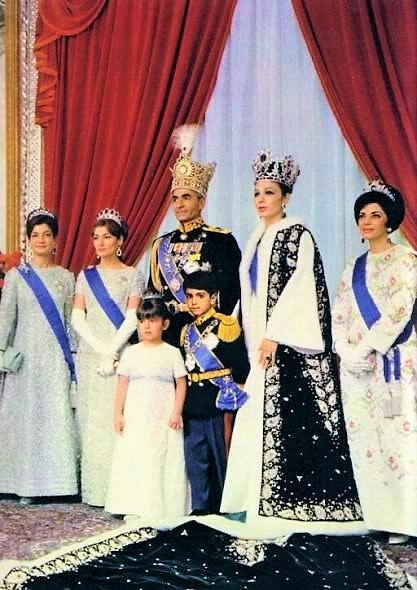
Photo officielle de la famille impériale d'Iran après le couronnement de Mohammad Reza Pahlavi (1967). À partir de la gauche, la princesse Ashraf Pahlavi, la princesse Shahnaz Pahlavi, l'empereur d'Iran Mohammad Reza Chah Pahlavi, la Chahbanou Farah Pahlavi et la princesse Shams Pahlavi. Au milieu, en avant-plan, la princesse Farahnaz Pahlavi et le prince héritier Reza Pahlavi.

La princesse Shahnaz voit peu son père pendant son enfance. Elle est élevée dès l'âge de dix ans dans un pensionnat en Suisse, puis à partir de 1952 au lycée Waha de Liège. Elle apprécie l'équitation. 

### Mariages
La princesse Shahnaz refuse la proposition de fiançailles du jeune roi Fayçal II d'Irak, qui sera assassiné en 1958 par les révolutionnaires de son pays. 
Elle est encore élève au lycée, en Allemagne, lorsqu'elle fait la connaissance de son futur mari, Ardeshir Zahedi. De retour en Iran, en 1955, à la fin de ses études, elle l'épouse au palais de Marbre de Téhéran en octobre 1957 au cours d'une cérémonie relativement simple. Elle a dix-sept ans tandis que son époux, aide de camp du chah descendant de la dynastie Qadjare du côté maternel et futur diplomate, est âgé de vingt-neuf ans. 
En 1958 naît leur fille, Zahra Zahedi, qui par son père, est l'arrière-arrière-petite fille de Mozaffaredin (1853-1907), chah d'Iran.
En 1971, la princesse se remarie avec Khosrow Djahanbani, né en 1941 et mort le 16 avril 2014, mais le chah désapprouve cette union. Deux enfants naissent de cette union: un fils, Keykhosrow, en 1971, et une fille, Fawzieh, en 1973.
Sous le règne de son père, la princesse possède en Iran des parts dans des usines d'assemblage des cycles Honda et investit dans le secteur agro-alimentaire.

### Exil
Depuis l'abolition de la monarchie à la suite de la révolution iranienne de 1979, la princesse vit principalement en Suisse. Elle a la nationalité suisse. En décembre 2013, Shahnaz Pahlavi a obtenu la citoyenneté égyptienne par le gouvernement égyptien.